# Apristurus parvipinnis
Espèce
Répartition géographique
Statut de conservation UICN

 DD  : Données insuffisantes
Apristurus parvipinnis est une espèce de requins.